# 2945 Занстра
2945 Занстра (2945 Zanstra) — астероїд головного поясу, відкритий 28 вересня 1935 року.
Тіссеранів параметр щодо Юпітера — 3,366.
Названо на честь Германа Занстра (нід. Herman Zanstra, 1894 — 1972) — голландського астронома.